# BlasterNOX
BlasterNOX (Mózes Norbert) (Budapest, 1980. november) DJ, producer, grafikus és szitanyomó.

## Élete
Nevéhez fűződik a Neorave rendezvénysorozat, melyet 2002-ben hozott létre két másik DJ társával. Eredetileg számítástechnikai programozónak tanult, de az idők során egyre inkább az iparművészet kezdte vonzani, így középiskolai évei (1995-1999) után önképzésbe kezdett a 3D grafika és az alkalmazott grafika szakterületén. 1998 körül szabadúszóként kezdte pályafutását, főként céges arculatok és belsőépítészeti látványtervek készítésével kereste kenyerét, majd textilnyomóként helyezkedett el egy zászlókészítő vállalatnál, ahol a filmnyomás szakma szerelmese lett. Később ebben a tevékenységben indította el saját vállalkozását 2003-ban.
Alkotási vágya kiterjed a zenére is: már gyerekkora óta foglalkozik zeneírással, valamint jelenleg is a Neorave névre hallgató Happy Hardcore rendezvénysorozat egyik főszervezője.
Rádiós műsorvezetésbe is belekóstolt, 2005-től 2010 elejéig vezette a Mixradio internetes rádió Neorave Night című heti rendszerességgel jelentkező élő műsorát.
2004 végén a Hegabox Recordings kiadásában jelent meg első remixe, majd rövid idővel később a második is ugyanitt.
Hosszabb szünet után 2008-ban csatlakozott a Dezigned4ravers nevű csapathoz, mely digitális zenei kiadványokat készít főként Happy Hardcore stílusban. Itt már kizárólag saját műveit szánta kiadásra.
Ez idő alatt megjelenései mellett főként ingyenesen letölthető zenéket készített a Happy Hardcore stílus rajongóinak számára. Ehhez kapcsolódik az általa létrehozott rave.hu nevű portál "Saját Zenék" rovata is, ami a feltörekvő tehetségek népszerűsítését segíti.
2011-ben az "Unleashed" és a "Santa Collies" című rövidfilmekhez komolyzenéket komponált. Ezekhez teljesen szabad kezet kapott, a filmek rendezőjének (Pálosi Évának) csak annyi megkötése volt, hogy a zenék dinamikusan a képi történésekhez igazodjanak.

## Fontosabb fellépései Budapesten
- Sonic Blue Hell (volt Supersonic Technicum) : 1998, 1999, 2004
- volt Fekete Lyuk : 1999
- volt Kashmir Club : 2002-től 2007-ig
- Club K2 : 2007-től mai napig is
- Diesel Club (volt E-Klub) : 2009-től mai napig is

## Megjelent zenéi és remixei
- 2004 :

- Enok – Clubnight Ceremony (BlasterNOX Mix)

- 2005 :

- Protonic – Smells Like Bullshit (BlasterNOX Mix)

- 2006 :

- BlasterNOX – b2b – (ingyenes megjelenés)

- 2007 :

- BlasterNOX – Warm Embrace – (ingyenes megjelenés)

- 2008 :

- BlasterNOX – I SID U

- Martin Galway – Comic Bakery (BlasterNOX happy hardcore remix)

- BlasterNOX – Blue Dahlia

- BlasterNOX – SYS64738 – (ingyenes megjelenés)

- BlasterNOX – Accordion vs. C64 – (ingyenes megjelenés)

- BlasterNOX – Melotechnology – (ingyenes megjelenés)

- 2009 :

- Tomas Danko – Plastic Pop (BlasterNOX remix)

- BlasterNOX – My Bright Return Key – (ingyenes megjelenés)

- BlasterNOX – Telescope – (ingyenes megjelenés)

- BlasterNOX – New Product introduction – (ingyenes megjelenés)

- BlasterNOX – Shift Lock – (ingyenes megjelenés)

- 2010 :

- Mario Kriwanek – Scumm (blasterNOX remix)

- Tomas Danko – Fatal News Magazine (blasterNOX's Happy Remake)

- BlasterNOX – Seedy Viola – (ingyenes megjelenés)

- 2011 :

- Ben Daglish – Krakout (blasterNOX remix)

- blasterNOX – Unleashed (rövidfilmhez készült komolyzenei mű)

- BlasterNOX – Balaton '11 – (ingyenes megjelenés)

- blasterNOX – Santa Collies (rövidfilmhez készült komolyzenei mű)